# العلاقات الإيطالية الكندية
العلاقات الإيطالية الكندية هي العلاقات الثنائية التي تجمع بين إيطاليا وكندا.

## مقارنة بين البلدين
هذه مقارنة عامة ومرجعية للدولتين:
| وجه المقارنة                                              | إيطاليا                                                  | كندا                     |
| --------------------------------------------------------- | -------------------------------------------------------- | ------------------------ |
| المساحة (كم2)                                             | 301.34 ألف                                               | 9.98 مليون               |
| عدد السكان (نسمة)                                         | 60.60 مليون                                              | 35.70 مليون              |
| الكثافة السكانية (ن./كم²)                                 | 201.1                                                    | 3.58                     |
| العاصمة                                                   | روما، فلورنسا، تورينو                                    | أوتاوا                   |
| اللغة الرسمية                                             | اللغة الإيطالية                                          | لغة إنجليزية، لغة فرنسية |
| العملة                                                    | يورو، ليرة إيطالية                                       | دولار كندي               |
| الناتج المحلي الإجمالي (بليون دولار)                      | 1.93 تريليون                                             | 1.65 تريليون             |
| الناتج المحلي الإجمالي (تعادل القوة الشرائية) بليون دولار | 2.26 تريليون                                             | 1.59 تريليون             |
| الناتج المحلي الإجمالي الاسمي للفرد دولار أمريكي          | 29.96 ألف                                                | 43.25 ألف                |
| الناتج المحلي الإجمالي للفرد دولار أمريكي                 | 35.46 ألف                                                | 45.07 ألف                |
| مؤشر التنمية البشرية                                      | 0.873                                                    | 0.913                    |
| رمز المكالمات الدولي                                      | +39                                                      | +1                       |
| رمز الإنترنت                                              | .it                                                      | .ca                      |
| المنطقة الزمنية                                           | توقيت وسط أوروبا، ت ع م+01:00، ت ع م+02:00، أوروبا/روما ‏ |                          |

## مدن متوأمة
في ما يلي قائمة باتفاقيات التوأمة بين مدن إيطالية وكندية:
- ترتبط فيليتا باريا مع هاميلتون باتفاقية توأمة.
- ترتبط لوريا مع جيلف باتفاقية توأمة.
- ترتبط لانتشانو مع فاوجان باتفاقية توأمة.
- ترتبط ديليا مع فاوجان باتفاقية توأمة.
- ترتبط طرابنش مع وينيبيغ باتفاقية توأمة.
- ترتبط نابولي مع تورونتو باتفاقية توأمة منذ 3 مايو 1960.
- ترتبط أوديني مع وندسور باتفاقية توأمة منذ 1996.
- ترتبط ميلانو مع مونتريال باتفاقية توأمة منذ 21 أكتوبر 1969.
- ترتبط كاسينو مع North York [الإنجليزية]‏ باتفاقية توأمة منذ 1969.
- ترتبط براتولا بيلينيا مع هاميلتون باتفاقية توأمة.
- ترتبط كاستليوني آ كازاوريا مع هاميلتون باتفاقية توأمة.
- ترتبط كامبوباسو مع أوتاوا باتفاقية توأمة منذ 2010.
- ترتبط قطانية مع أوتاوا باتفاقية توأمة.
- ترتبط كوزنسا مع سو ساينت ماري باتفاقية توأمة.
- ترتبط كاستلفرانكو فينيتو مع جيلف باتفاقية توأمة.
- ترتبط جاليانو أترنو مع هاميلتون باتفاقية توأمة.
- ترتبط مونتيكاستريلي مع أوتاوا باتفاقية توأمة.
- ترتبط سورا، لاتسيو مع فاوجان باتفاقية توأمة.
- ترتبط سيرا سان برونو مع تورونتو باتفاقية توأمة.
- ترتبط لاكويلا مع York, Ontario [الإنجليزية]‏ باتفاقية توأمة.
- ترتبط بيتورانو سول جيزيو مع هاميلتون باتفاقية توأمة.
- ترتبط فروزينوني مع تيكومسه باتفاقية توأمة.
- ترتبط باتشنترو مع هاميلتون باتفاقية توأمة.
- ترتبط باليرمو مع أوتاوا باتفاقية توأمة منذ 2005.
- ترتبط سولمونا مع هاميلتون باتفاقية توأمة.
- ترتبط رحل حمود مع هاميلتون باتفاقية توأمة.

## منظمات دولية مشتركة
يشترك البلدان في عضوية مجموعة من المنظمات الدولية، منها:
| علم المنظمة | اسم المنظمة                               | تاريخ انضمام إيطاليا | تاريخ انضمام كندا |
| ----------- | ----------------------------------------- | -------------------- | ----------------- |
|             | البنك الإفريقي للتنمية                    | ?                    | ?                 |
|             | المنظمة الهيدروغرافية الدولية             | ?                    | ?                 |
|             | مجموعة العشرين                            | ?                    | ?                 |
|             | منظمة الشرطة الجنائية الدولية             | ?                    | ?                 |
|             | الاتحاد البريدي العالمي                   | ?                    | ?                 |
|             | بنك التنمية الآسيوي                       | 1966                 | 1966              |
|             | مركز تنسيق الحركة في أوروبا ‏              | ?                    | ?                 |
|             | حلف شمال الأطلسي                          | 4 أبريل 1949         | 4 أبريل 1949      |
|             | منظمة التجارة العالمية                    | 1995                 | ?                 |
|             | منظمة التعاون الاقتصادي والتنمية          | 29 مارس 1962         | ?                 |
|             | الفريق المعني برصد الأرض                  | ?                    | ?                 |
|             | مجموعة الموردين النوويين                  | ?                    | ?                 |
|             | مؤسسة التنمية الدولية                     | 24 سبتمبر 1960       | 24 سبتمبر 1960    |
|             | اتفاقية السماوات المفتوحة                 | ?                    | ?                 |
|             | منظمة الأمن والتعاون في أوروبا            | 25 يونيو 1973        | 25 يونيو 1973     |
|             | الوكالة الدولية للطاقة                    | ?                    | ?                 |
|             | مؤسسة التمويل الدولية                     | 27 ديسمبر 1956       | 20 يوليو 1956     |
|             | منظمة حظر الأسلحة الكيميائية              | ?                    | ?                 |
|             | الأمم المتحدة                             | 14 ديسمبر 1955       | 9 نوفمبر 1945     |
|             | الاتحاد الدولي للاتصالات                  | 1866                 | 1 يوليو 1908      |
|             | بنك التنمية الكاريبي ‏                     | ?                    | ?                 |
|             | البنك الدولي للإنشاء والتعمير             | 27 مارس 1947         | 27 ديسمبر 1945    |
|             | مجموعة أستراليا                           | 1985                 | 1985              |
|             | المركز الدولي لتسوية المنازعات الاستشارية | 28 أبريل 1971        | 1 ديسمبر 2013     |
|             | وكالة ضمان الاستثمار متعدد الأطراف        | 29 أبريل 1988        | 12 أبريل 1988     |
|             | مجموعة الثماني                            | ?                    | ?                 |
|             | نظام تحكم تكنولوجيا القذائف               | 1987                 | 1987              |
|             | يونسكو                                    | ?                    | 4 نوفمبر 1946     |

## أعلام
هذه قائمة لبعض الشخصيات التي تربطها علاقات بالبلدين:
- أليسيا كارا (مغنية كندية، 11 يوليو 1996[24] – )
- إيفون دي كارلو (1 سبتمبر 1922[25][26][27] – 8 يناير 2007[25][26][27])
- باولو كوستنزو (ممثل كندي، 21 سبتمبر 1978 – )
- بول ستالتيري (لاعب كرة قدم كندي، 18 أكتوبر 1977[28] – )
- تيد كروز (سياسي أمريكي، 22 ديسمبر 1970 – )
- جيل هينيسي (ممثلة كندية، 25 نوفمبر 1968[29][30] – )
- سارة جادون (ممثلة كندية، 4 أبريل 1987[31] – )
- سانتينو ماريلا (14 مارس 1974 – )
- شانيا جريمز (24 أكتوبر 1989 – )
- لارا فابيان (9 يناير 1970[32][33] – )
- ليندا إيفانجيليستا (10 مايو 1965[34][35] – )
- مالكولم ديماركو (موسيقي كندي، 30 أبريل 1990[36] – )
- مايكل بوبليه (9 سبتمبر 1975[37] – )
- هايدن كرستنسين (ممثل كندي، 19 أبريل 1981[38][39] – )
- ويل ساسو (24 مايو 1975 – )

## وصلات خارجية
- موقع وزارة الخارجية الإيطالية
- موقع وزارة الخارجية الكندية